# Fat Mike

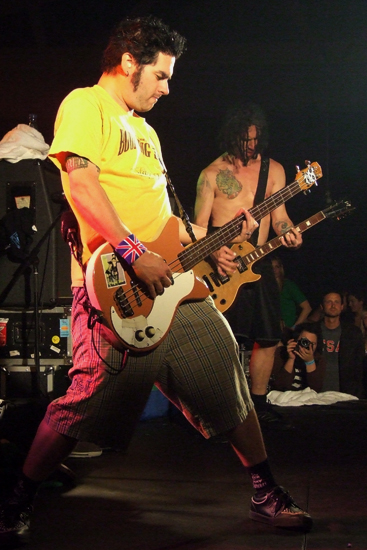
Fat Mike występujący z NOFX w Kapsztadzie, w Południowej Afryce

Michael Burkett znany jako Fat Mike (ur. 16 stycznia 1967 r. w Bostonie) - wokalista i basista kalifornijskiego zespołu NOFX a także basista w Me First and the Gimme Gimmes. Fat Mike jest także właścicielem Motor Studios w San Francisco w Kalifornii.